# Donáth Péter
Donáth Péter (Újpest, 1948. december 16. –) történész, egyetemi tanár.

## Munkássága
1973-ban történelem-filozófia szakon végzett az Eötvös Loránd Tudományegyetem Bölcsészettudományi Karán. Azóta különböző budapesti felsőoktatási intézményekben oktat történelmet (korábban filozófiát). Kutatásai a 20. századi eszme-, nevelés- és társadalomtörténet témakörét érintik.
A történelemtudományban 1987-ben kandidátusi, 2010-ben MTA doktori fokozatot szerzett. 1997-ben habilitált. 1988 szeptemberétől – 2013. június 30-ig vezette a Budapesti Tanítóképző Főiskola, majd – az egyetemi integrációt követően – az ELTE Tanító- és Óvóképző Kara Társadalomtudományi Tanszékét, előbb főiskolai-, majd 1999-től egyetemi tanárként. Azóta az ELTE professor emeritusaként folytatta oktató s kutatómunkáját.
2006-tól 2016-ig tagja volt az ELTE Tudományos Tanácsának, 2010-től 2016-ig (tanácskozási joggal) az ELTE Habilitációs Bizottságának, 1997-2000-ig és 2005-től 2016-ig elnöke volt az ELTE TÓK Kari Tudományos Bizottságának. 2003-tól tagja az MTA Pedagógiai Bizottsága Neveléstörténeti Albizottságának. 1990-től 2016-ig szerkesztője, ill. társszerkesztője volt a Filozófia – Művelődés – Történet c. tudományos kiadványsorozatnak.
Kutatói érdeklődése elsősorban a 20. század történeti, ideológia- s eszmetörténeti problémáira irányul, különös figyelemmel a vizsgált eszme-, illetve művelődéstörténeti jelenségeknek a szűkebb, vagy tágabb társadalmi praxissal, illetve az oktatással való összefüggéseire. A hetvenes években Kelet-Európában akkoriban uralkodó ideológia genezisének problémái foglalkoztatták, majd a kelet-európai változások irányították figyelmét a térségünkben újra a figyelem központjába került nemzeti- nemzetiségi problematika felé.
Az ezredfordulót követően az állam – ideológia – iskola. Politikai-világnézeti törekvések (elvárások) és a nevelés, valamint a társadalomtudományi oktatás a tanítóképzőkben a 20. századi Magyarországon kutatási téma különböző aspektusainak vizsgálatával foglalkozott. Újabb könyvei arra hívták fel a figyelmet, hogy az iskolakötelezettség kiterjedésével(de még a rádió és TV korszak előtt) a kultúraközvetítés egyetlen olyan intézménye amely szinte minden állampolgárhoz elért, a nép- majd az általános iskola volt, főszereplőjével a jövő nemzedékek nevelőjének, „programozójának” tekintett tanítóval, akit a tanítóképzőkben készítettek fel hivatására.
Ezért „a szélsőségek korában” egymást tagadó politikai-világnézeti törekvések, különböző modernizációs elképzelések megvalósításán serénykedő oktatáspolitikusok, iskolafenntartók közös meggyőződése volt, hogy fontos miképp programozzák a programozókat, s hogy megfelelően válogassák, kézben tartsák, instruálják a programozók programozóit: a tanító(nő)képző intézeti tanárokat.
A tanítóképzők sorsának alakulása így a közoktatás többi intézményénél szorosabban követi a rendszer, illetve kurzusváltásokat, s karakteresen jeleníti meg azok jellegét. A tanítóképzés politikai és társadalomtörténetét érintő írásai sajátos képet adnak a 20. század során többször „színét” és jellegét váltó hatalom mindenkori ideológiai céljairól, az érvényesítésük érdekében alkalmazott (tanügyigazgatási-ellenőrzési; eszmei, financiális, karriert ösztönző, valamint adminisztratív, sőt: munka- és büntetőjogi megtorló) eszközeiről – s ezek effektivitásáról vagy diszfunkcionalitásáról. Tanulmányaiban különös figyelmet szentel az iskolákban szereplő „kisemberek” (diákok, pedagógusok) – mindenkori történeti korlátok közötti – mozgására, boldogulási kísérleteire: az én-érvényesítés és az én-azonosság megőrzésének visszatérő konfliktusaira. Foglalkozott a magyar művelődéspolitika, neveléstörténet kiemelkedő alakjának: Imre Sándornak (1877-1945) a nemzeti önismeret és együttműködési készség fejlesztése érdekében tett kitartó – lényegében sikertelen – próbálkozásaival is.

## Főbb művei
- Elmélet és gyakorlat: A “baloldaliság” korai történetéhez: Gorkij – Lunacsarszkij – Bogdanov, 1907-1910: [a kandidátusi értekezés javított, rövidített változata]. – Bp.: BTF, 1990. – 335 p. – (A Budapesti Tanítóképző Főiskola Tudományos Közleményei; IX. k.)
- Szöveggyűjtemény Magyarország XX. századi történelmének tanulmányozásához, 1-2.; szerk. Donáth Péter, Farkas Mária, Pajorné Tóth Ilona; Budapesti Tanítóképző Főiskola Társadalomtudományi Tanszék, Bp., 1992
- Iskola és politika. Az állami német nemzetiségi tanítóképzés magyarországi történetéhez, 1919-1944; 2. jav., bőv. kiad.; Trezor, Bp., 1997; a 2.-hoz képest változatlan] 3. kiadás. Trezor Kiadó, Bp., 1998. – 280 p. online elérés
- Szöveggyűjtemény Budapest történetének tanulmányozásához, 1-2.; összeáll., szerk. Sipos András és Donáth Péter; Budapest Főváros Levéltára–Budapesti Tanítóképző Főiskola, Bp., 1999-2000
- Ajánló bibliográfia Magyarország 20. századi társadalom-, művelődés- és politikatörténetének tanulmányozásához; összeáll. Donáth Péter; Új Mandátum–ELTE TÓFK, Bp., 2000
- Közszolgálat – pedagógushivatás. Rozsondai Zoltán a magyar tanítóképzésért és megújításáért; összeáll. Donáth Péter et al., szerk. Szövényi-Lux Endréné, Rozsondai Zoltán, Rozsondai Zsolt, bev., jegyz. Donáth Péter; Trezor, Bp., 2004
- Adalékok Nagy László pályájához. Publikálatlan önéletrajza, iskolareformterv, a Gyermektanulmányi Társaság, az egyetemi gyermektanulmány-oktatás, s a lélektani laboratóriumok dokumentumai 1918-1922-ből. Trezor Kiadó, Bp., 2007. 174 p. (Megjelent a Filozófia – Művelődés – Történet 2007. évi kötetében is.) online elérés
- A magyar művelődés és a tanítóképzés történetéből, 1868-1958; Trezor, Bp., 2008 ISBN 978-963-8144-25-6 online elérés
- Oktatáspolitika és tanítóképzés Magyarországon 1945-1960. Trezor Kiadó, Bp., 2008. 586 p. ISBN 978-963-8144-26-3 online elérés

- A Cserny-különítmény rémtettei „Mozdony utcai laktanyájukban” 1919 júliusában. Fery Oszkár és tiszttársai halálának körülményei, következményei, utóélete. In: Sorsfordító mozzanatok a magyarországi kisgyermekkori nevelőképzés, a Budapesti Tanítóképző Főiskola, az ELTE TÓK és épülete történetéből. (Szerkesztette, s az előszót írta: Donáth Péter) Bp., Trezor Kiadó, 2012. 144- 254. pp. ISBN 978-963-8144-41-6 online elérés
- Sorsfordító mozzanatok. A magyarországi kisgyermekkori nevelőképzés, a Budapesti Tanítóképző Főiskola, az ELTE TÓK és épülete történetéből; szerk. Donáth Péter; Trezor, Bp., 2012
- Tanítói, tanári viták a magyarországi tanítók társadalmi küldetéséről, helyzetük javításáról, a tanítóképzés korszerűsítéséről, felsőfokúvá tételéről, 1890-1905. In: Filozófia – művelődés -történet 2015. Az ELTE TÓK Tudományos Közleményei XXXVI. Trezor Kiadó, Bp. 2015. 223-387 pp. ISSN 1587-4230 online elérés http://mek.oszk.hu/14800/14883/index.phtml
- "Kisemberek" helytállása: tanítóképzés Baján a szerb megszállás alatt és nyomán 1918-1923. Trezor Kiadó, Bp., 2018. 125 p. http://mek.oszk.hu/18400/18401
- Pedagógusok az 1918-1919. évi politikai forgószélben. Tanítóképzők a forradalmak, az idegen megszállás és az ellenforradalmi számonkérés idején. Trezor Kiadó, Bp., 2020. 564.p. ISBN 978-963-8144-53-9 https://mek.oszk.hu/20100/20126/
- Donáth Péter: Imre Sándor a köztisztviselői munka párt- és felekezeti elfogultságtól való mentességének szükségességéről, s az egyetemi autonómiáról 1924-ben. Iskolakultúra, 30. évf. 8. sz. (2020) 97-116. http://www.iskolakultura.hu/index.php/iskolakultura/article/view/33950/33076
- Donáth Péter: A „bűnös, liberális Budapest” községi iskolái államosításának kísérlete 1919-1920-ban. Trezor Kiadó, Bp., 2022.http://real.mtak.hu/140296/1/donath_trezor_2022.pdf https://mek.oszk.hu/23100/23123/23123.pdf
- Donáth Péter: Konszenzuskereső reformer a válságok és szélsőségek korában. Imre Sándor a nemzeti együttműködés akadályairól, művelődéspolitikai szerepvállalásáról, a köznevelésről, s a magyar pedagógiáról. Trezor Kiadó, Budapest, 2022. 581p. http://real.mtak.hu/146415/ https://mek.oszk.hu/23400/23444/
- Donáth Péter: Tanítóképzők, tanáraik és diákjaik az 1945-1949. évi politikai forgószélben. Tanulmányok. Trezor Kiadó, Budapest, 2025. 493 p. https://real.mtak.hu/id/eprint/102994 http://hdl.handle.net/10831/114946 [2]

## Elismerései
- Szent-Györgyi Albert-díj 2014 (EMMI)
- Magyar Arany Érdemkereszt 2014 (KE)
- Diákokért 2009 (ELTE TÓK HÖK)
- Pro Universitate Érem Arany fokozata 2009 (ELTE)
- Mestertanár Aranyérem 2005 (OTDT)
- Magyar Felsőoktatásért Emlékplakett 2004 (OM)
- Diákokért 1998 (BTF HÖK)
- Főiskoláért Emlékplakett 1993 (BTF Főiskolai Tanács)
- Szocialista Kultúráért 1980 (A Budapesti Ifjúsági Klubtanács javaslatára: MM)
- Kiváló Munkáért,1979 (OM)

## Lexikoncikkek róla
- Révai Új Lexikona V. k. Babits Kiadó, Szekszárd, 2000. 683-684. pp.
- Ki-kicsoda 2009. MTI 2008
- Who is Who Magyarországon 2013. Hübners Who is Who, Svájc, 559. p.
- Who’sWho in the World 2013. 30th Edition, Marquis Who’sWho, Berkeley USA, 1870. p.